# Salma Abdelmaksoud
Salma Abdelmaksoud, née le 19 janvier 2000, est une pentathlonienne égyptienne.

## Carrière
Elle est médaillée d'or en individuel et médaillée d'argent en relais mixte aux Jeux olympiques de la jeunesse de 2018 à Buenos Aires. Elle est médaillée d'or en relais mixte avec Eslam Hamad aux Championnats du monde 2019 à Budapest ainsi qu'aux Jeux mondiaux militaires de 2019 à Wuhan ; elle remporte aussi lors des Jeux de Wuhan la médaille de bronze en individuel.
Elle est médaillée de bronze en individuel et médaillée d'or par équipe aux Championnats d'Afrique de pentathlon moderne 2023 au Caire.